# Batalla de Deskarga
La batalla de Deskarga fou una de les batalles de la primera guerra carlina.

## Antecedents
La rebel·lió va esclatar després de la convocatòria de les Corts el 20 de juny de 1833 quan el pretendent dom Carles, refugiat a Portugal es va negar a jurar lleialtat a Maria Cristina de Borbó-Dues Sicílies i l'1 d'octubre, recolzat per Miquel I de Portugal va reclamar el seu dret al tron. La revolta no va tenir el suport de l'exèrcit i la guerra començà el 6 d'octubre quan el general Santos Ladron de Cegama va prendre Logronyo, passant a Navarra per unir-se amb els revoltats, sent capturat a la batalla de Los Arcos i afusellat als pocs dies. A Catalunya, la rebel·lió de Josep Galceran a Prats de Lluçanès el 5 d'octubre va ser sufocada pel capità general Llauder.
La presència carlina quedà afeblida amb la campanya del liberal Pedro Sarsfield i Tomás de Zumalacárregui va assumir la direcció dels contingents navarresos el 15 de novembre, i dels bascos tres setmanes després, reactivant la rebel·lió al nord, organitzant l'exèrcit carlí, va capturar la Real Fábrica de Armas de Orbaiceta, provocant la substitució del general Valdés per Vicente Genaro de Quesada, qui va començar les represalies.
L'exèrcit liberal de José Ramón Rodil va tractar de destruir l'exèrcit de Zumalacárregui i arrestar Carles Maria Isidre de Borbó però després d'una desastrosa campanya es va veure obligat a renunciar al comandament per Manuel Lorenzo. Les tropes isabelines de Navarra no van ser capaces de contenir l'exèrcit de Zumalacárregui, que va capturar un comboi d'armes que anava de Burgos a Logronyo pel camí real.
Els isabelins perderen dos mil homes a l'acció de Dulantzi i l'acció d'Etxabarri, dels quals molts acabarien en les files carlines. Les comunicacions amb Bilbao, Sant Sebastià i Pamplona quedaren tallades, però foren derrotats a les batalles de Mendaza i Arquijas Sense poder destruir l'exèrcit liberal, la temptativa sobre Madrid quedà avortada i Jerónimo Valdés es va decidir a atacar Tomás de Zumalacárregui al seu reducte de la vall d'Amescoas amb 21.000 homes, la major mobilització de tropes cristines des de l'inici del conflicte.
Edward Granville Eliot va arribar el 25 d'abril a la vall de La Berrueza on s'havia retirat Tomás de Zumalacárregui des d'Amescoas i va aconseguir que els dos bàndols signessin el Conveni d'Eliot.
Després del desastre de la batalla d'Artaza, Jerónimo Valdés es va retirar a la riba sud de l'Ebre, ordenant l'evacuació de les guarnicions isabelines entre Logronyo, Vitòria i Pamplona i la frontera francesa, obrint el camí a Zumalacárregui per conquerir el País Basc, ocupant Guipúscoa en poques setmanes tret de Sant Sebastià i Hondarribia, ocupant Eibar i aconseguint nombroses peces d'artilleria.
Zumalacárregui va posar setge a Ordizia en maig de 1835 per demostrar que era prou fort com per prendre ciutats i no només lluitar a camp obert, i els liberals assetjats, sabent de la poca efectivitat de l'artilleria carlina, resistiren el setge esperant reforços. Gaspar Jauregi va acostar-se des de Sant Sebastià hasta Tolosa, Espartero des de Biscaia a Bergara, i Valdés es trobava a Arrasate.

## Batalla
Tomás de Zumalacárregui va endurir el setge per evitar l'arribada de reforços, enviant a Gómez a Tolosa i a Urretxu per aturar Baldomero Espartero. El 2 de juny Espartero estava a Deskarga esperant les notícies de la resta dels caps liberals, però una forta tempesta el va fer retirar a Bergara. Francisco Benito Eraso va enviar els llancers de Biscaia i als guies d'Àlaba a reconèixer Deskarga, trobant-se amb el liberal, i enmig de la nit i la tempesta, els liberals es van dispersar creient que rebien l'atac del gruix de les forces carlines i causant la retirada de Espartero de Bergara a Bilbao, Jerónimo Valdés a Pamplona i Gaspar Jauregi a Sant Sebastià.

## Conseqüències
El dia 3 es va produir rendició d'Ordizia, i els dies següents de Bergara, Tolosa, Eibar, Irun i Durango, quedant les províncies de Guipúscoa i Biscaia, tret de les capitals, en mans de Tomás de Zumalacárregui.
La retirada del setge de Bilbao va ser un fracàs militar i polític, que va comportar la pèrdua del suport exterior i l'origen de tensions internes.
Juan Antonio Guergué comandà una expedició a Catalunya amb intenció d'unificar les forces catalanes. El 8 d'agost del 1835 surt d'Estella al capdavant de 2.700 homes mentre el general Pastors, cap de l'exèrcit de Catalunya, va encomanar als generals Gurrea i Conrad la intercepció dels carlins.